# Hamburg-Neustadt

Gänsemarkt

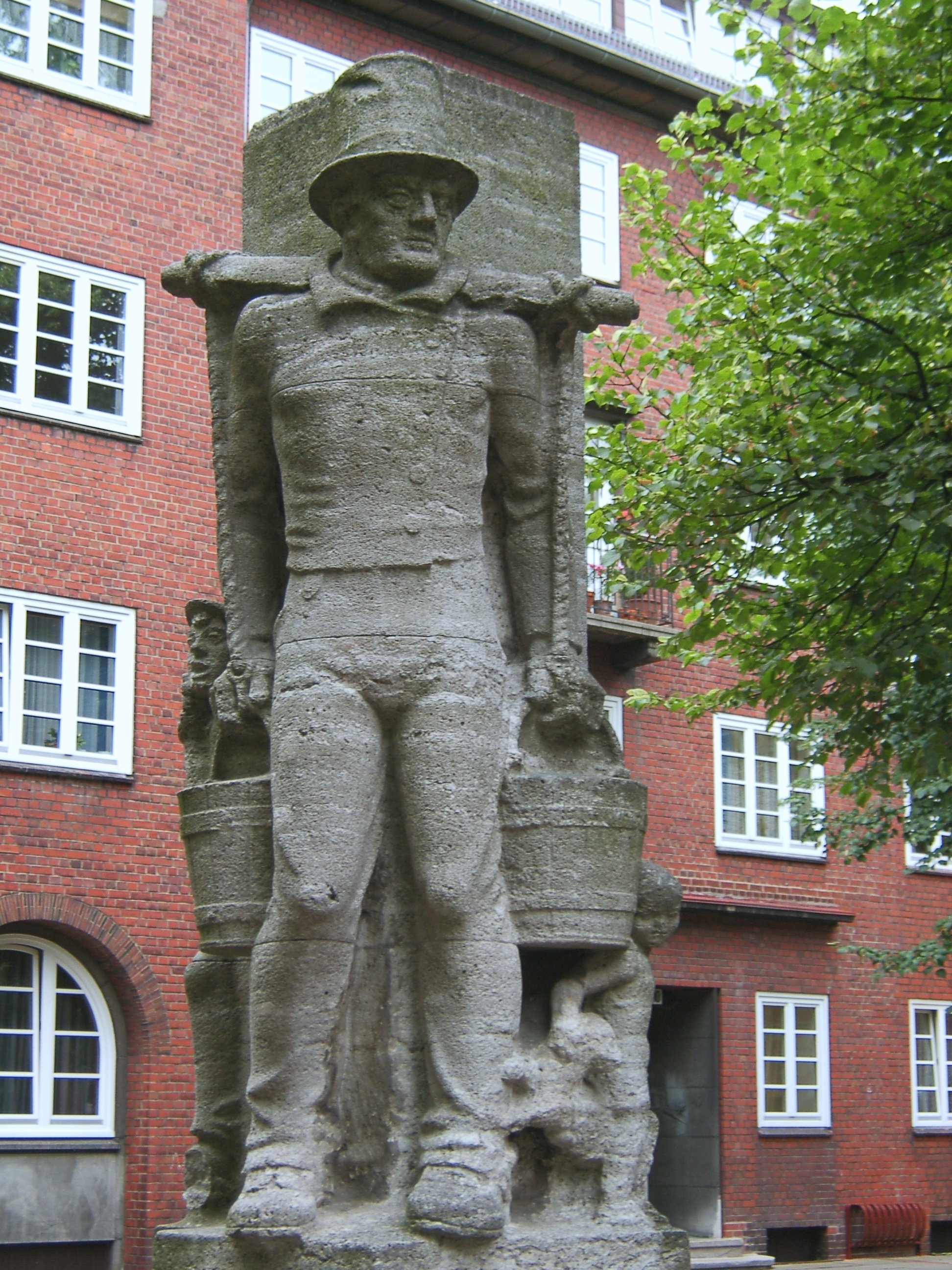
Vattenbärare Hummel, symbol för Hamburg

Neustadt Hamburg är en av Hamburgs mest centrala stadsdelar. Här finns några av Hamburgs mest kända affärsgator såsom Jungfernstieg och Neuer Wall. Kända byggnader är bland andra Alsterarkaden, Alsterhaus, Hamburg Museum, Hamburgs statsopera, Hamburger Hof, S:t Mikaelskyrkan och de gamla husen i Krameramtsstuben. I Neustadt finns även torget Gänsemarkt, Alsterfleet samt den kända parken Planten un Blomen. Den konstgjorda sjön Binnenalster ligger centralt i stadsdelen. En del av stadsdelen finns nere vid hamnen. Vattenbärare Hummel är en staty vid Hummelbrunnen och även en symbol för Hamburg.

## Kommunikationer
Stadsdelen trafikeras av samtliga tunnelbanelinjer med linje U1, U2  och U4 vid Jungfernstieg station  samt linje U3 utomhus vid Baumwall station. Linje U2 trafikerar även Gänsemarkt station samt linje U1 Stephansplatz station. Pendeltågen S-bahn finns vid Jungfernstieg station samt Stadthausbrücke station.

## Bilder

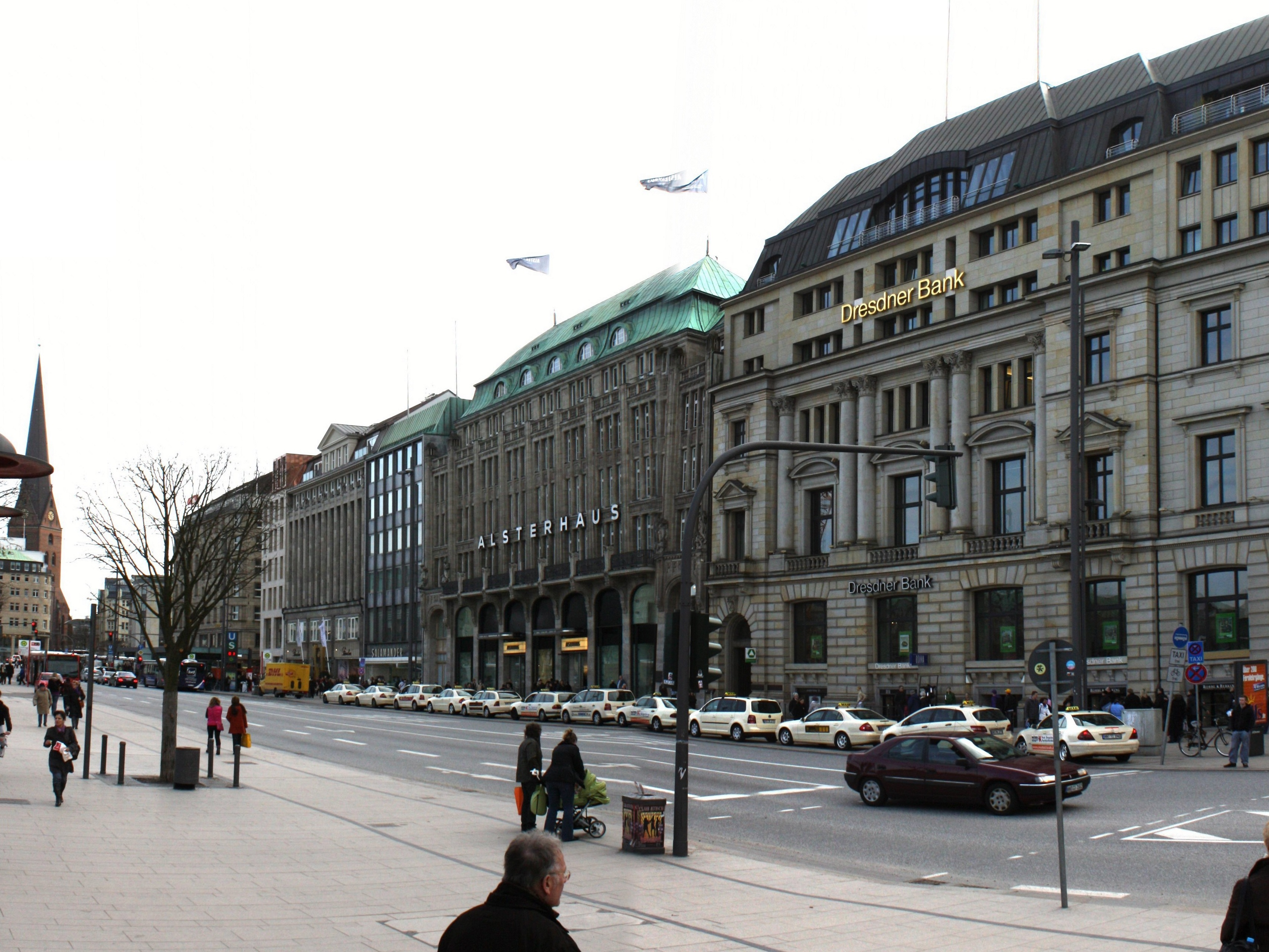
Alsterhaus
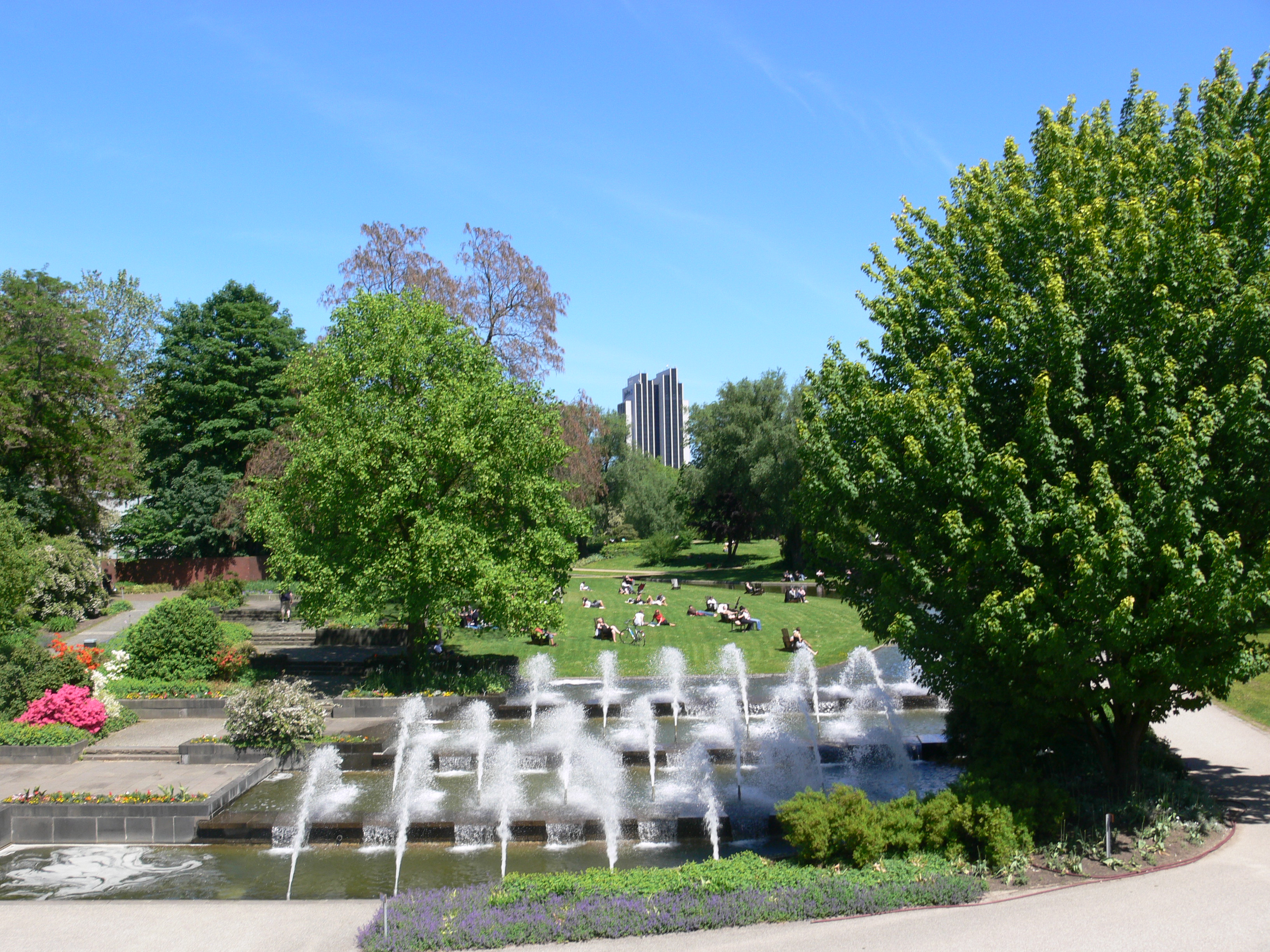
Parken Planten un Blomen
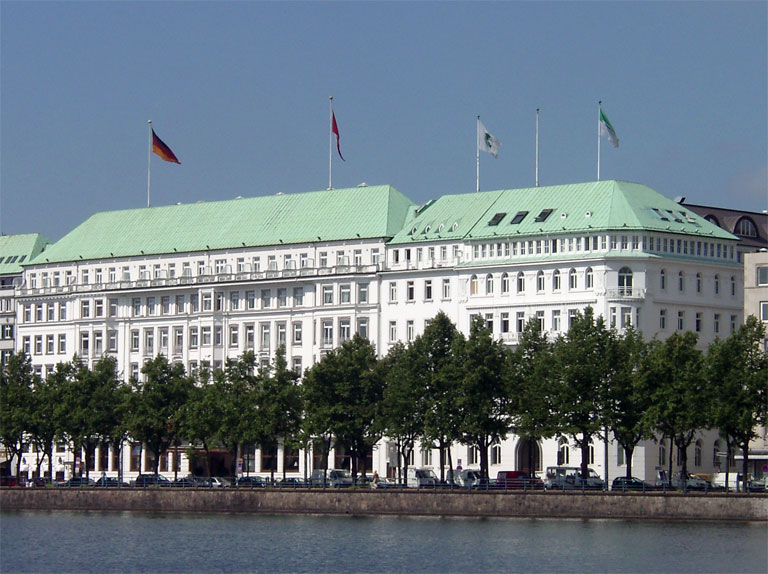
Hotel Vier Jahreszeiten
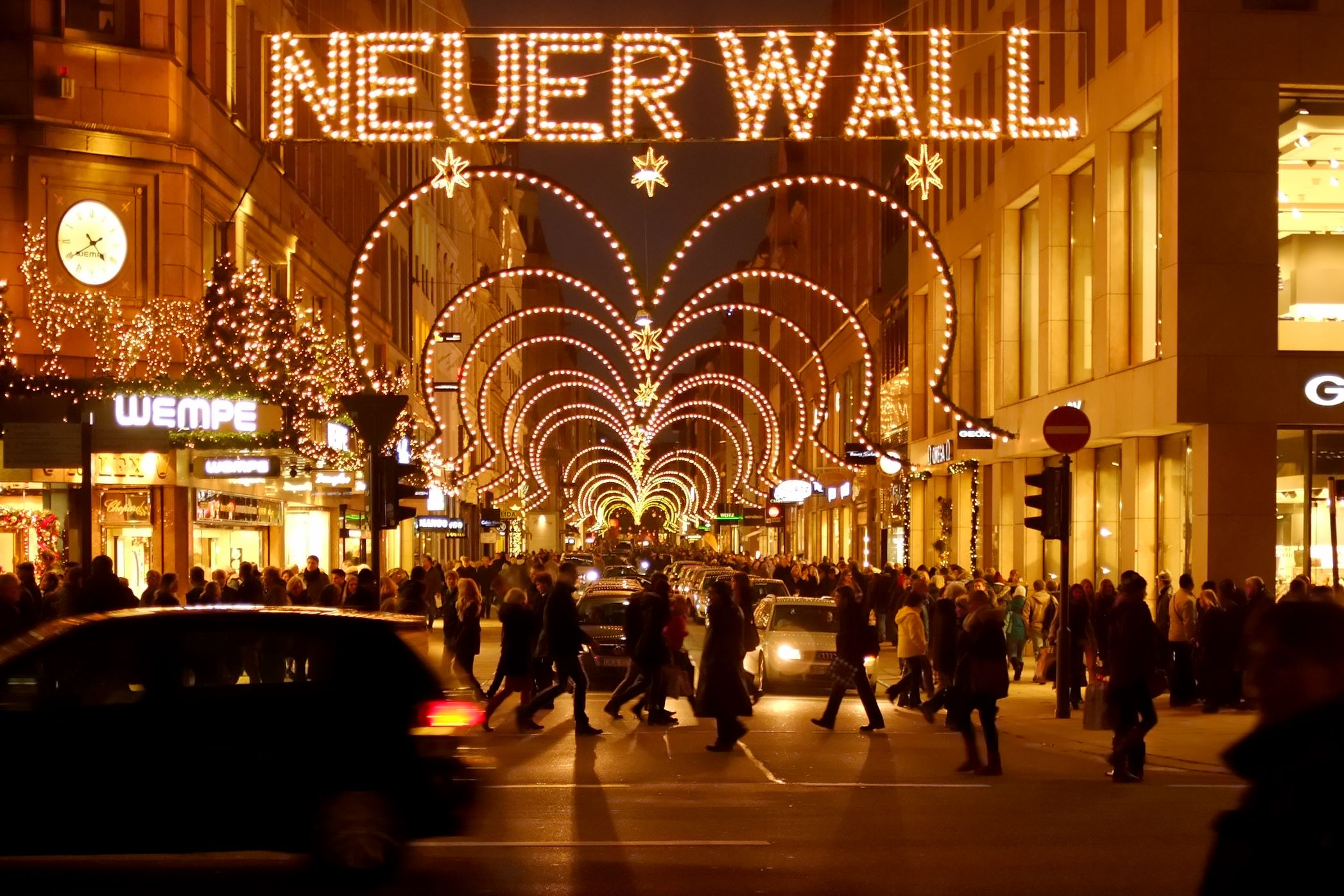
Neuer Wall
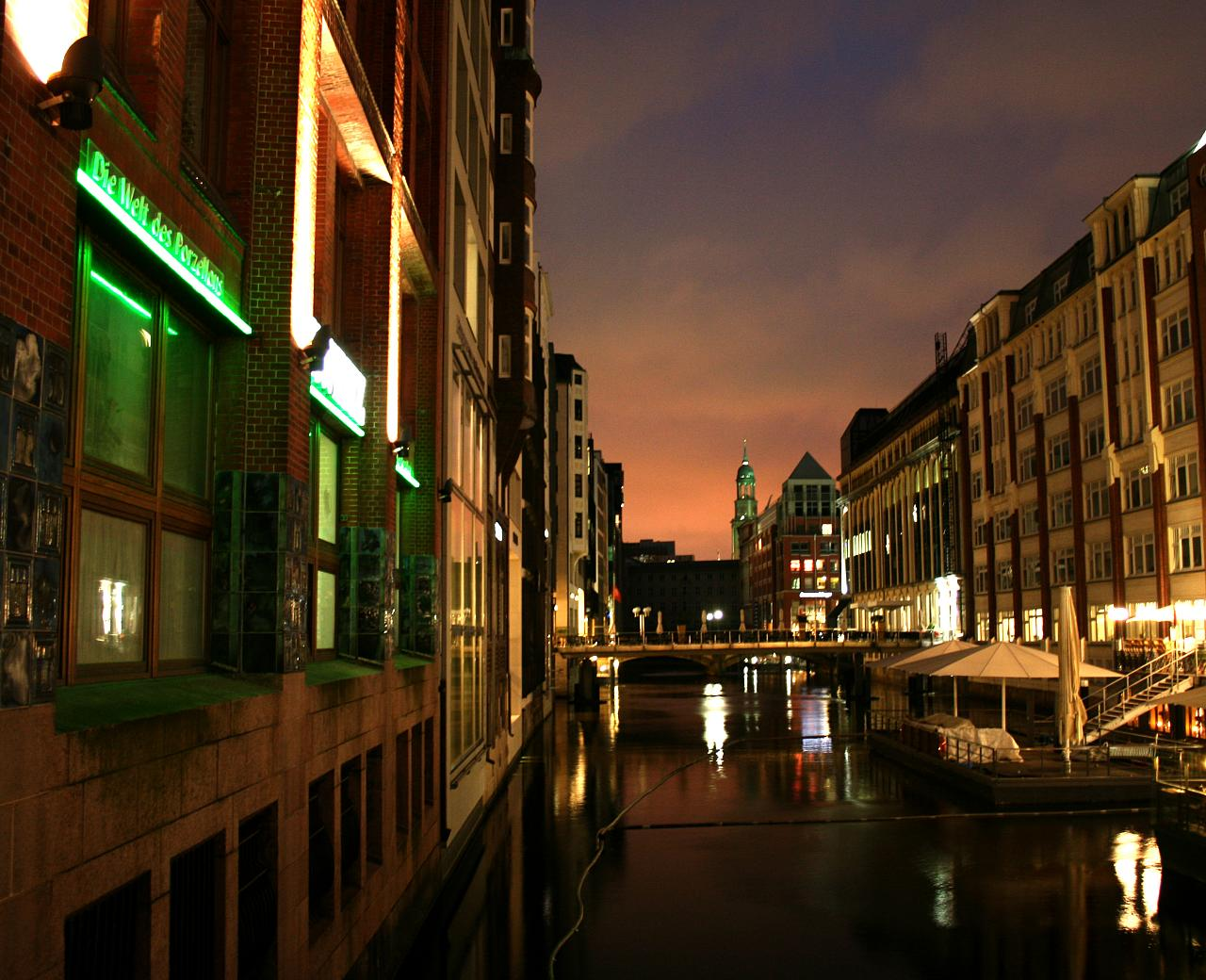
Alsterfleet
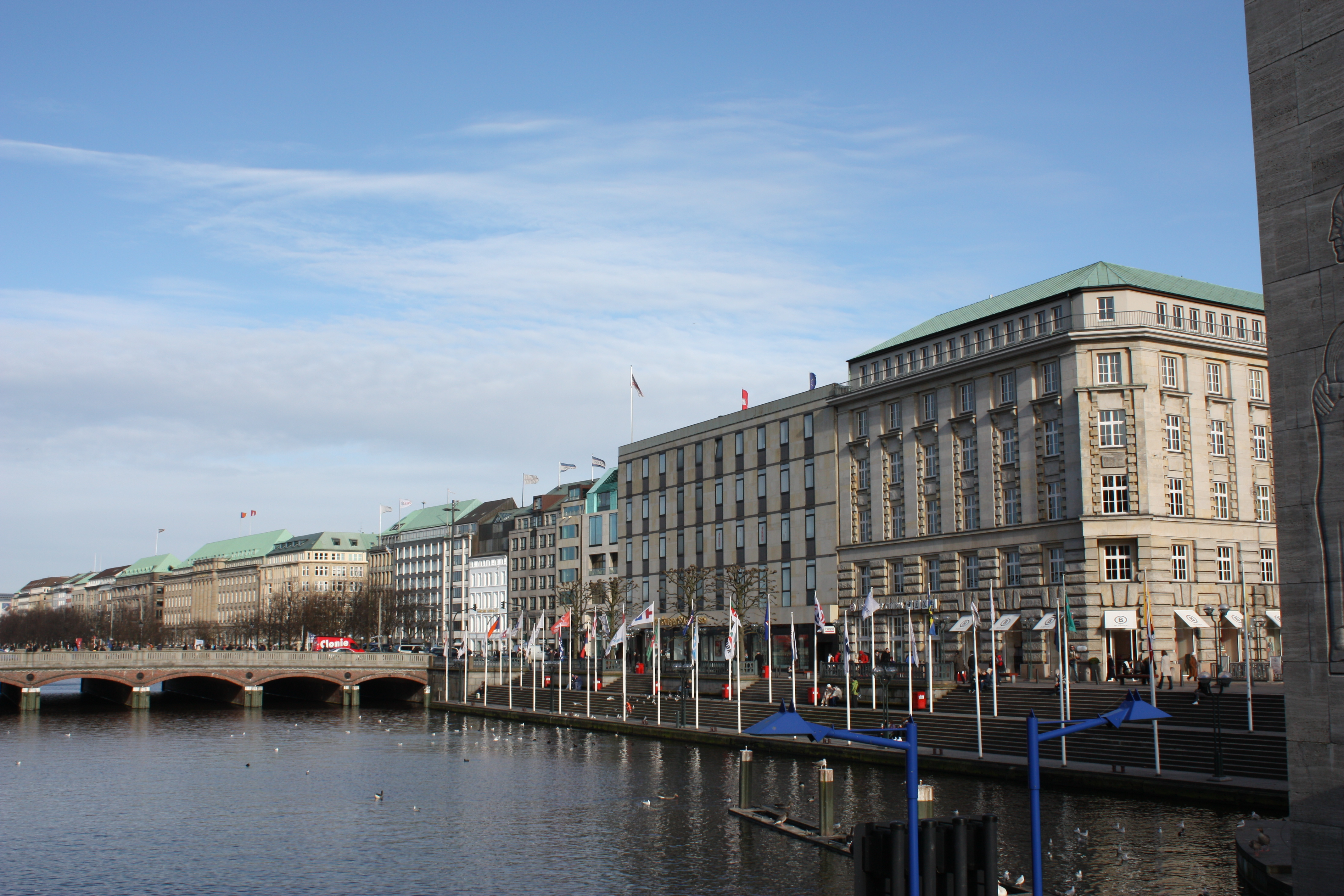
Alsterarkaden
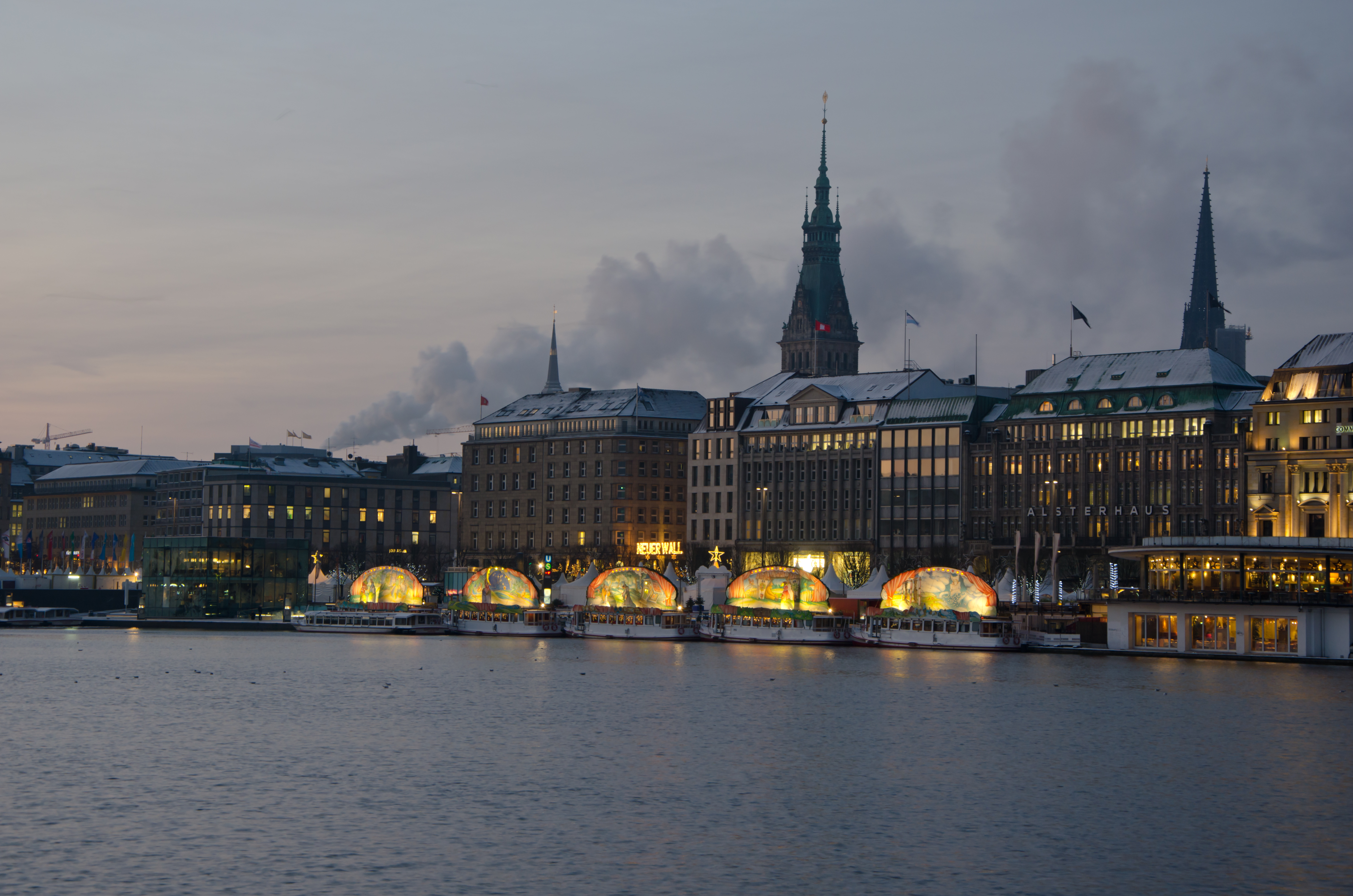
Jungfernstieg och sjön Binnenalster
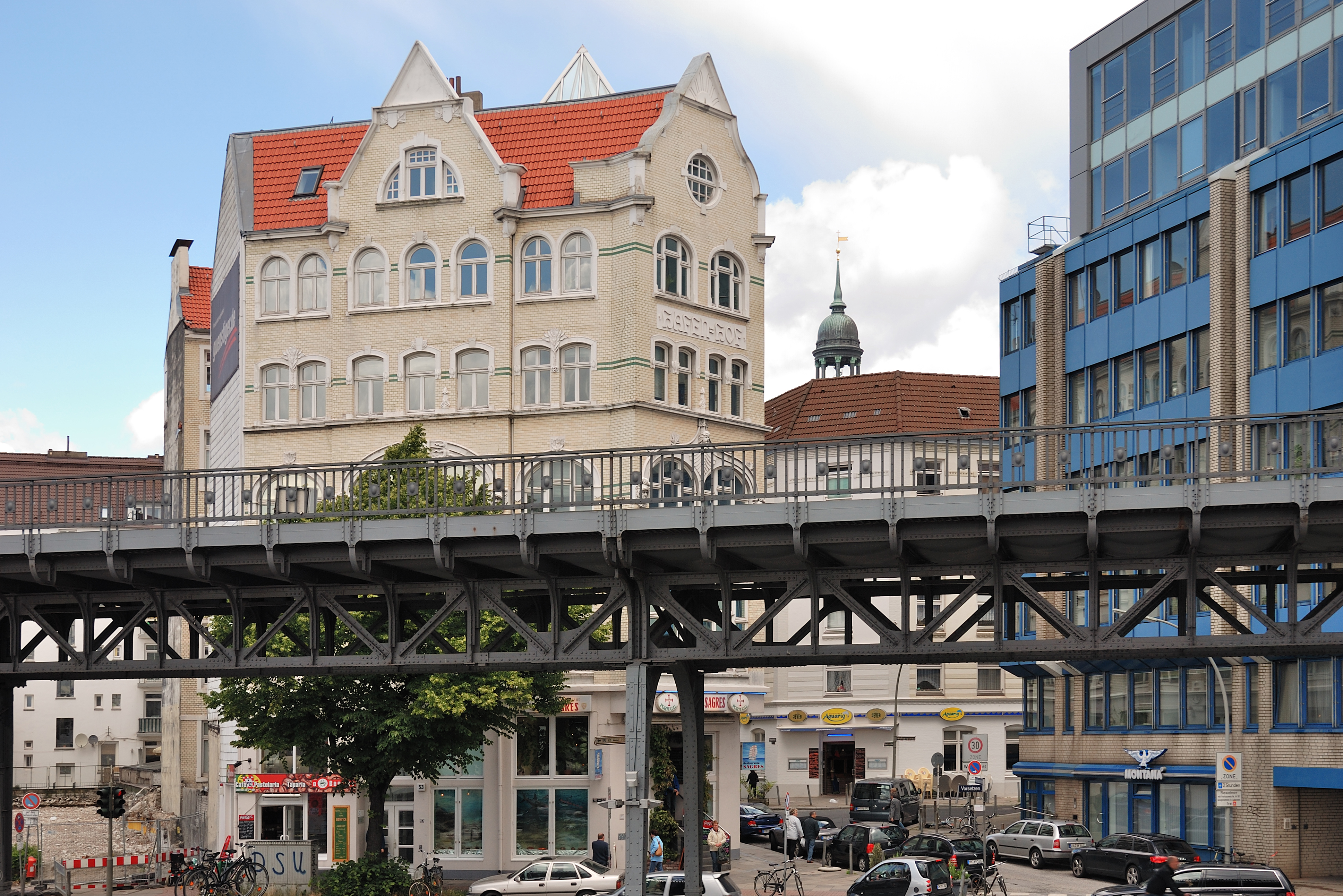
Tunnelbanebron för linje U3 vid hamnen i Neustadt
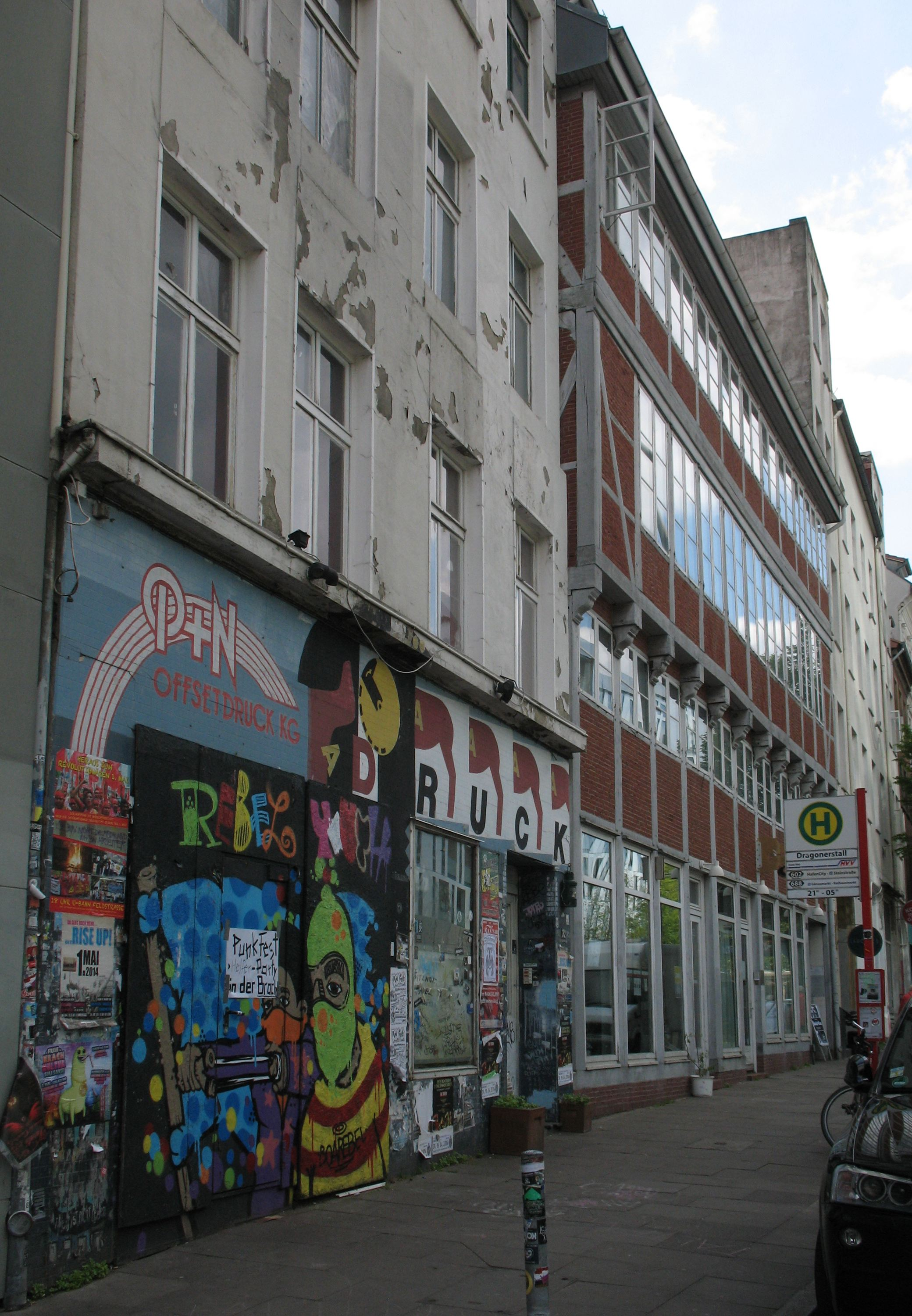
Valentinskamp